# Schwarzes Törl
Schwarzes Törl är ett bergspass i Österrike.   Det ligger i distriktet Lienz och förbundslandet Tyrolen, i den centrala delen av landet, 300 km väster om huvudstaden Wien. Schwarzes Törl ligger 2 919 meter över havet.
Terrängen runt Schwarzes Törl är huvudsakligen bergig. Schwarzes Törl ligger uppe på en höjd. Runt Schwarzes Törl är det ganska glesbefolkat, med 26 invånare per kvadratkilometer.. 
Trakten runt Schwarzes Törl består i huvudsak av gräsmarker.